# Pártay Lilla
Pártay Lilla (Budapest, 1941. szeptember 25. –) a Nemzet Művésze címmel kitüntetett, Kossuth- és Liszt Ferenc-díjas magyar táncművész, koreográfus, érdemes művész és kiváló művész, a Halhatatlanok Társulatának örökös tagja.

## Életpályája
Szülei: Pártay István és Éber Anna voltak. 1952 és 1961 között az Állami Balettintézetben Nádasi Ferenc tanította. Balettmesterként végzett 1961-ben, s lett a Magyar Állami Operaház tagja, 1971-től pedig magántáncosa. Tanulmányait folytatta Moszkvában, Leningrádban, Brüsszelben és Londonban. 1968-ban részt vett Várnában a nemzetközi balettversenyen, ahol bronzérmet kapott, s megkapta a legjobb koreográfusnak járó díjat is. A verseny után Münchenben táncolta el a Hattyúk tava főszerepét. Első egész estés balettje a Csajkovszkij zenéjére komponált Anna Karenina volt. 1971-1974 között a berlini Komische Oper, 1975-ben pedig a müncheni Staatsoper vendégszólistája volt. Vendégszerepelt Peruban és Monte-Carlóban is. A Fővárosi Operettszínház balett-igazgatója volt 1986-1990 között, 1990-től koreográfusa. Veronában és Tamperében volt vendégkoreográfus.

## Színpadi szerepei
- Seregi László: A csodálatos mandarin....Lány
- Aszaf Mihajlovics Messzerer: A hattyúk tava....Odette–Odilia
- Seregi László: Spartacus....Flavia
- Seregi László: Sylvia....Sylvia
- Harangozó Gyula: A csodálatos mandarin....Lány
- Milloss Aurél: A csodálatos mandarin....Lány
- Leonyid Mihajlovics Lavrovszkij: Giselle....Giselle
- Maurice Béjart: Tavaszünnep....Kiválasztott lány
- Imre Zoltán: Asszonyszerelem – asszonysors....Asszony
- Georges Bizet: Carmen....Szólótáncos
- Giuseppe Verdi: Aida....Szólótáncos

### Koreográfiái
- Wolf Péter: Francia polonéz (1987)
- Giuseppe Verdi: Nabucco (1987, 2006)
- Charles Gounod: Rómeó és Júlia (1988)
- Heinrich Mann: Kék angyal (1989)
- Jacobi Viktor: Sybill (1992)
- Johann Strauss: A denevér (1992)
- Gaetano Donizetti: Szerelmi bájital (1995)
- Charles Gounod: Faust (1996)
- Kókai Rezső: István király (1996, 2000)
- Schubert–Berté: Három a kislány (1997, 1999)
- Darvas Ferenc: Liliomfi (1997)
- Gábor László: Meztelen rózsa (1997)
- Verdi: Rigoletto (1998)
- Csajkovszkij: Anna Karenina (1992)
- Saint Saens: Az állatok farsangja
- Liszt Ferenc: Elfelejtett keringők
- Liszt: Funerailles
- Liszt: Bölcsőtől a sírig
- Maurice Ravel: Bolero
- Kalmár: Fehér virágok tánca
- Franz Schubert: A velencei mór (1994)
- Bartók Béla: Concerto
- Czerny: Etüdök
- Dohnányi Ernő: Szimfonikus percek
- Mozart: Amadeus
- A klasszikustól a modernig
- Richard Strauss: Salome
- Wolfgang AMADEUS Mozart
- Antonín Dvořák: Elfújta a szél

## Filmek
- Dzsamile (1988)

## Díjai
- Bronzérem a Várnai Nemzetközi Balettversenyen (1968)
- Liszt Ferenc-díj (1972)
- Érdemes művész (1977)
- Kiváló művész (1981)
- A Magyar Köztársasági Érdemrend tisztikeresztje (1993)
- Kossuth-díj (1994)
- A Halhatatlanok Társulatának örökös tagja (2009)
- A Magyar Állami Operaház örökös tagja (2010)
- A Magyar Állami Operaház Mesterművésze (2010)
- A Nemzet Művésze (2014)
- A Magyar Érdemrend középkeresztje (2019)
- Seregi László-díj (2023)